# Lost in Fuseta (Romanreihe)
Lost in Fuseta, auch Leander Lost ermittelt, ist der Titel einer Reihe von Kriminalromanen, die von Holger Karsten Schmidt unter seinem Pseudonym Gil Ribeiro seit 2017 veröffentlicht werden. Bis April 2025 erschienen sieben Romane. In der Kriminalromanreihe geht es um den titelgebenden Hamburger Kriminalkommissar Leander Lost, der im Rahmen eines Austauschprogramms an die Algarve versetzt wird. Zentraler Handlungsort ist neben dem Kommissariat in Faro der nahegelegene Ort Fuseta.
Parallel zu jedem Roman entsteht ein Hörbuch, das von Andreas Pietschmann eingelesen wird. Im September 2022 wurde mit dem Film Lost in Fuseta – Ein Krimi aus Portugal ein Zweiteiler mit Jan Krauter in der Titelrolle des Hamburger Kommissars Leander Lost auf Das Erste gesendet. Im April 2024 folgte mit Lost in Fuseta – Spur der Schatten ein weiterer Zweiteiler.
Ribeiro alias Schmidt gelang mit den ersten beiden Bänden der Einzug in die Top Ten der Spiegel-Bestsellerliste Paperback. Die weiteren fünf Romane der Reihe platzierten sich an ihrem Erscheinungstag jeweils auf Platz 1 der Bestsellerliste.

## Charaktere

### Leander Lost
Der Hamburger Kriminalkommissar Leander Lost ist die Hauptfigur und Asperger-Autist. Er ist einem Waisenhaus aufgewachsen. Sein Vater ist unbekannt. Zu seinem 14. Geburtstag erhält er von Herrn Winterberg, dem Herbergsvater des Waisenhauses, die sogenannten sieben Wächter, die aus dem Auto seiner tödlich verunglückten Mutter geborgen werden konnten. Sie begleiten und beschützen Lost stets und haben dabei ihren festen von ihm selbstbestimmten Platz. Zu Beginn der Romanreihe wird er im Rahmen eines europäischen Europol-Austauschprogramms zur Polícia Judiciária nach Faro an der Algarve versetzt, wo er für ein Jahr gemeinsam mit den Sub-Inspektoren Graciana Rosado, Carlos Esteves und Miguel Duarte zusammenarbeiten soll. Lost hat, was seine neuen Kollegen nicht wissen, das Asperger-Syndrom und aufgrund dessen Schwierigkeiten, seine Mitmenschen richtig zu verstehen. Auch hat er kein Gespür dafür, ob sein Gegenüber die Wahrheit ausspricht, was er aber durch seine Fähigkeit, Mikroexpressionen auszuwerten, ausgleicht. Dazu nutzt er sein fotografisches Gedächtnis, mit dem er sich auch sonst alles, was er während einer Ermittlung beobachtet, dauerhaft merkt und so Fakten kombinieren und einordnen kann. Lost hat zudem zwölf Lebensmittelallergien und rettet Insekten aus dem Pool. Seitdem man zu ihm auf der Beerdigung von Herrn Winterberg, dem Herbergsvater des Waisenhauses, gesagt hat, dass ihm das sehr gut stehe, trägt er stets – auch bei schwülen Temperaturen – eine schwarze Lederkrawatte und einen schwarzen Anzug. Seine portugiesischen Kollegen tun sich bereits in seit ihrem ersten Zusammentreffen schwer mit ihm. So bemerken Graciana und Esteves gleich bei der Abholung vom Flughafen, dass er keinerlei Gesichtsregung zeigt und offenbar keinen Spaß versteht. Das Versprechen, das er ihnen auf der Fahrt vom ersten Einsatz gibt, dass es unter ihnen dreien bliebe, dass bei einem Tatverdächtigen illegaler Drogenanbau festgestellt wurde, bricht er, da er nicht lügen kann. Als sein dritter Kollege Miguel Duarte ihn später fragt, ob etwas gewesen sei, erzählt er ihm von dem Drogenanbau und auch dass die Kollegen gemeint hätten, dass dies unter ihnen bliebe. Als Duarte dies Raul da Silva, dem Vorgesetzten von Graciana und Esteves, erzählt, werden beide gerügt. Als sich Lost später gemeinsam mit Esteves und Graciana im Büro eines ermordeten deutschen Privatdetektivs umsehen will, treffen sie dort auf den Tatverdächtigen Ousman Jobe, der Graciana niederschlägt, Esteves in seine Gewalt bringt und ihm ein Messer an die Kehle hält, um zu erzwingen, dass man ihn gehen lässt. Lost kann es nicht mit seinen Aufgaben als Polizist vereinbaren, Jobe einfach laufen zu lassen. Dadurch bringt er Esteves in eine gefährliche Situation, zumal der Täter dann auch noch das Büro anzündet. Das wiederum bringt Graciana in Gefahr. Lost schießt schließlich Esteves ins Bein und anschließend den überraschten Jobe an, ohne dass dieser mit seinem Messer noch Schaden anrichten kann. Die drei Subinspektoren wollen daraufhin nicht mehr mit Lost zusammenarbeiten. Daher packt er seine Koffer, um am nächsten Morgen wieder zurück nach Hamburg zu fliegen. Gleichzeitig ist Losts Verhalten Thema bei Graciana und Esteves. Als Gracianas Schwester Soraia, die sich mit dem Asperger-Syndrom auskennt, die Ausführungen der beiden hört, kombiniert sie diese mit dem, was sie selbst beim Einkaufen mit Lost erlebt hat: Sie hatte ihren Einkaufszettel vergessen, den sich Lost, obwohl er nur einen Blick darauf geworfen hatte, vollständig gemerkt hatte. Daher erklärt Soraia den beiden Subinspektoren, dass Lost gar nicht anders hätte handeln können, da er Asperger-Autist sei. Sie setzt sich vehement für den Deutschen ein, sodass die Kollegen doch bereit sind, die Zusammenarbeit mit ihm fortzusetzen. Da Soraia ihnen erzählt hat, dass Leander Lost offensichtlich über ein fotografisches Gedächtnis verfügt, versuchen sie mit Losts Hilfe doch noch Hinweise zu finden, obwohl der absichtlich von Jobe gelegte Brand mögliche Beweise vernichtet hat. Tatsächlich gelingt es Lost, Bilder von vor dem Brand abzurufen. Daraufhin arbeiten Graciana und Esteves mit Lost Hand in Hand zusammen. Lost lebt in der Villa Elias, einem nicht genutzten Anwesen von Gracianas Familie. Er wird dort von Soraia versorgt. Soraia verliebt sich über die Zeit in Leander Lost. Seit dem vierten Roman Schwarzer August sind sie ein Paar; im sechsten Roman Dunkle Verbindungen ziehen sie aus der Villa in ein neugebautes Haus und im nachfolgenden siebten Roman Lautlose Feinde heiraten beide schließlich.

### Graciana Rosado
Sub-Inspektorin Graciana Rosado ist die Kollegin von Leander Lost, Carlos Esteves und Miguel Duarte bei der Polícia Judiciária in Faro. Ihren Kollegen Carlos kennt sie seit ihrer Kindheit und ist mit ihm aufgewachsen. Sie stammt aus Fuseta, wo sie in der Rua Dr. Virgílio Inglês mit ihren Eltern und Verwandten lebt. Ihre Schwester ist die Kindergärtnerin und Losts spätere Lebenspartnerin Soraia. Bei einem Überfall auf einen Geldtransporter wurde ihr Bruder Elias ermordet und ihr Vater schwer verwundet. Im Haus in der Rua Dr. Virgílio Inglês, besser gesagt auf der Dachterrasse, werden die aktuellen Fälle wiederholt bei Wein, Gegrilltem und Petiscos besprochen.

### Carlos Esteves
Sub-Inspektor Carlos Esteves ist ein Kollege von Leander Lost, Graciana Rosado und Miguel Duarte bei der Polícia Judiciária in Faro. Er hat anfangs keinerlei Verständnis für Leander Losts Eigenheiten und seine empfundene Illoyalität ihm gegenüber. Er kennt Graciana seit ihrer Jugend, beide sind in Fuseta aufgewachsen.

### Soraia Rosado
Soraia Rosado ist die Schwester von Graciana Rosado und arbeitet in einem Kindergarten. Sie kümmert sich um die Villa Elias und umsorgt Leander Lost, den sie dort kennen und lieben lernt. Seit dem vierten Roman Schwarzer August sind sie ein Paar; im sechsten Roman Dunkle Verbindungen ziehen sie aus der Villa in ein neugebautes Haus und im nachfolgenden siebten Roman Lautlose Feinde heiraten beide schließlich.

### Miguel Duarte
Sub-Inspektor Miguel Duarte ist ein Kollege von Leander Lost, Graciana Rosado und Carlos Esteves bei der Polícia Judiciária in Faro. Er ist Spanier und kann seine Kollegen persönlich nicht sonderlich leiden. Er macht bei Ermittlungen lieber sein eigenes Ding.

### Zara Pinto
Zara Pinto ist die Tochter der Wissenschaftlerin und Umweltaktivistin Madalena Pinto, die bei einem ominösen Autounfall getötet wurde. Nach dem Unfalltod wurde im Familienhaus eingebrochen und durchsuchte es, ohne wohl das zu finden, was man unbedingt haben wollte. Das Haus wurde daraufhin in Brand gesteckt, obwohl der Täter annehmen musste, dass sich Madalenas Tochter Zara noch darin befand. Die zu dem Zeitpunkt noch Minderjährige fiel dem Brand jedoch nicht zum Opfer und lebte zunächst in einem Wohnheim. Später nahm sie Leander Lost als Ziehtochter bei sich und Soraia Rosado in der Villa Elias auf.

## Romanübersicht
| Nr. | Titel                               | Erstveröffentlichung | Verlag               | Verfilmung                                                 |
| --- | ----------------------------------- | -------------------- | -------------------- | ---------------------------------------------------------- |
| 1 | Lost in Fuseta – Ein Portugal-Krimi | 31. März 2017        | Kiepenheuer & Witsch | Lost in Fuseta – Ein Krimi aus Portugal (Zweiteiler, 2022) |
| Der Hamburger Kriminalkommissar Leander Lost wird im Rahmen eines europäischen Austauschprogramms nach Faro an die Algarve versetzt. Vor Ort muss er sich erst einmal an seine neue Kollegen Graciana Rosado, Carlos Esteves und Miguel Duarte gewöhnen. Sein erster Fall führt ihn zu unmoralischen Trinkwassermachenschaften eines Schweizer Lebensmittelkonzerns. |                                     |                      |                      |                                                            |
| 2 | Spur der Schatten                   | 12. April 2018       | Kiepenheuer & Witsch | Lost in Fuseta – Spur der Schatten (Zweiteiler, 2024)      |
| Obwohl Leander Lost nach einem Schusswechsel schwer verletzt ins Krankenhaus musste, fühlt er sich in Fuseta angekommen. In seinem zweiten Fall wird er mit dem Verschwinden seiner Kollegin Teresa konfrontiert, das später bei den polizeilichen Ermittlungen mit dem Besuch der angolanischen Journalistin Flores Yola in Fuseta in Zusammenhang gerät. Gemeinsam mit Graciana und Esteves bemüht sich Lost, Teresa lebend zu finden. Ein potentieller Tatverdächtiger ist Opfer einer Erpressung. Über ihn geraten die Ermittler zu korrupten Eliten in Angola und skrupellosen Auftragsmördern. |                                     |                      |                      |                                                            |
| 3 | Weiße Fracht                        | 11. April 2019       | Kiepenheuer & Witsch | –                                                          |
| Das Austauschjahr ist vorbei und Lost soll wieder nach Hamburg zurück. Der Kuss von Soraia Rosado am Flughafen Faro hat Lost sehr verunsichert. Obwohl sein Kollege Esteves ihm Liebestipps auf dem Weg gibt, ist er ratlos. In seinem dritten Fall muss sich Lost in die Vergangenheit bewegen, nachdem die Leiche des deutschen Aussteigers Uwe Ronneberg in Fuseta gefunden wurde. Im nahe gelegenen Tavira ereignet sich ein weiterer Mord an der Lehrerin Isamara Alves. |                                     |                      |                      |                                                            |
| 4 | Schwarzer August                    | 10. Juni 2021        | Kiepenheuer & Witsch | –                                                          |
| Lost darf weiter in Diensten der Polícia Judiciária in Faro ermitteln und muss nicht zurück nach Hamburg. Seine Lebensgefährtin Soraia zieht zu ihm in die Villa Elias. Doch es gibt auch wieder Arbeit für Lost, denn im Hinterland explodiert eine Autobombe und sprengt eine Filiale der Crédito Agrícola teilweise in die Luft. 40.000 US-Dollar einer Immobilienmaklerin aus Vale de Lobo fliegen nach der Explosion umher. Duarte sieht damit den islamistischen Terror in Portugal angekommen. Zwei Tage später explodieren auch drei Thunfisch-Trawler im Hafen von Olhão. |                                     |                      |                      |                                                            |
| 5 | Einsame Entscheidung                | 7. April 2022        | Kiepenheuer & Witsch | –                                                          |
| Es ist Mitte Juni in Fuseta, als ein englischer Tourist in einem Ferienhaus tot aufgefunden wird. Seine portugiesische Begleiterin begibt sich auf die Flucht. Zunächst gehen die Ermittler von einer Beziehungstat aus, was Lost kategorisch ausschließt. Dies bestätigt sich als man die Ermittlungen unter Gracianas Leitung zu torpedieren versucht, indem Akten manipuliert sowie GPS-Daten und Lebensläufe gefälscht werden. Lost trifft ohne Absprache mit Graciana, Esteves und Duarte eine einsame Entscheidung, indem er sich gemeinsam mit der Mordverdächtigen, die die Machenschaften eines Agrarkonzerns aufdecken will, auf die Flucht begibt. |                                     |                      |                      |                                                            |
| 6 | Dunkle Verbindungen                 | 5. April 2023        | Kiepenheuer & Witsch | –                                                          |
| Es ist September. Kommissar Leander Lost zieht gemeinsam mit seiner Freundin Soraia aus der Villa Elias in ein neues Haus, sie wollen heiraten. Doch ihr privates Liebesglück wird vom Fund einer Frauenleiche in einem Golfteich jäh zerstört. Als es kurze Zeit später zu einem Überfall auf einen Geldtransporter kommt, erweckt dies Erinnerungen an einen sieben Jahre zurückliegenden, ähnlichen Überfall, bei dem Elias, der Bruder von Graciana und Soraia, ermordet und ihr Vater schwer verwundet wurde. Beim auf den Überfall folgenden Schusswechsel wird Losts und Gracianas Kollege Duarte schwer verletzt und verliert sein Gedächtnis. Lost hilft ihm bei der Genesung. Im Zuge der Ermittlungen stellt sich heraus, dass der Überfall auf den Geldtransporter nicht ohne Hinweise aus den Reihen der Polizei möglich gewesen wäre. Doch aus diesem einen Überfall entwickelt sich in den folgenden Tagen eine Serie, deren Muster und Motiv sich den Ermittlern nicht erschließt. Entgegen aller Ansagen ermittelt Graciana auf eigene Faust, um die Mörder ihres Bruders dingfest zu machen. |                                     |                      |                      |                                                            |
| 7 | Lautlose Feinde                     | 10. April 2025       | Kiepenheuer & Witsch | –                                                          |
| Leander Lost und Soraia Rosado wollen heiraten. Am Tag vor ihrer Hochzeit muss sich Lost mit dem Tötungsdelikt an dem Zollbeamten André Bento auseinandersetzen. Bento wurde getötet, als er versuchte, die Entführung seiner Enkelin zu verhindern. Losts Ermittlungen führen in ein russisches Spionagenetz und zu Victor Fjodorow, dem Oberst des russischen Auslandsgeheimdienstes. Trotz des komplexen Falls geben sich Leander Lost und Soraia Rosado das Ja-Wort, und die Hochzeitsfeier endet in einem Straßenfest im kleinen Kreis in den Gassen Fusetas. Ihre Flitterwochen verbringt das junge Ehepaar auf Neuseeland. |                                     |                      |                      |                                                            |

## Hörbuchreihe
Seit April 2017 liest der Schauspieler Andreas Pietschmann die Romanreihe als Hörbuch ein:
- 2017: Lost in Fuseta: Ein Portugal-Krimi, Argon Verlag, ISBN 978-3-8398-1554-0.
- 2018: Spur der Schatten: Lost in Fuseta. Ein Portugal-Krimi, Argon Verlag, ISBN 978-3-8398-9415-6.
- 2019: Weiße Fracht: Lost in Fuseta. Ein Portugal-Krimi, Argon Verlag, ISBN 978-3-8398-9452-1.
- 2020: Schwarzer August: Lost in Fuseta. Ein Portugal-Krimi, Argon Verlag, ISBN 978-3-7324-1788-9.
- 2022: Einsame Entscheidung. Lost in Fuseta. Ein Portugal-Krimi, Argon Verlag, ISBN 978-3-8398-9737-9.
- 2023: Dunkle Verbindungen: Lost in Fuseta. Ein Portugal-Krimi, Argon Verlag, ISBN 978-3-8398-2017-9.
- 2025: Lautlose Feinde: Lost in Fuseta. Ein Portugal-Krimi, Argon Verlag, ISBN 978-3-8398-2116-9.

## Verfilmungen
Im September 2022 wurde mit Lost in Fuseta – Ein Krimi aus Portugal ein Zweiteiler mit Jan Krauter in der Titelrolle des Hamburger Kommissars Leander Lost auf Das Erste gesendet. Anfang Dezember 2022 wurde offiziell durch die ARD Degeto bestätigt, dass die Verfilmung Lost in Fuseta – Ein Krimi aus Portugal eine Fortsetzung erfährt. Diese Fortsetzung wird allerdings nicht durch die FFP New Media produziert, sondern durch die Kölner Produktionsfirma 307 Production der Studio Hamburg Production Group. Dies liegt darin begründet, dass die Produzentin Simone Höller im Juni 2022 die Produktionsfirma gewechselt hat und nun bei 307 Production tätig ist. Neben Höller fungiert Anemone Krüzner als weitere Produzentin. Die Dreharbeiten zur Fortsetzung Lost in Fuseta – Spur der Schatten starteten im Frühjahr 2023. Die Erstausstrahlung des ersten Teils erfolgte am 4. April 2024; der zweite Teil wurde am 6. April 2024 jeweils zur Hauptsendezeit auf Das Erste ausgestrahlt. Mitte April 2024 wurde bekanntgegeben, dass die Fernsehreihe fortgeführt werde und die Dreharbeiten zum dritten Roman Weiße Fracht im Frühjahr 2025 in Portugal erfolgen.

## Kritik
Die Romanreihe Lost in Fuseta wird von Buch-Kritikern durchwegs positiv aufgenommen.

„[...] Das schildert Ribeiro angenehm flott und mit einigem lakonischen Humor. Schreiberische Ausflüge in die portugiesische Mentalität (melancholisch), die dortige Küche (vielfältig) und das Alltagsleben auf der Dorfgasse (familiär) gehören zu einem runden Urlaubskrimi dazu und haben nur phasenweise Reiseführercharme. Einzig das Schicksal eines durch eine Gewalttat zur Waisen gewordenen Teenagers ist etwas zu rührselig geraten – ebenso wie die obligatorische Liebesgeschichte. Aber wer Portugal mag oder dort demnächst urlaubt, kann sich „Lost in Fuseta“ gerne in den Koffer stecken.“

„Holger Karsten Schmidt erzählt seine Kriminalgeschichte mit viel Sinn für psychologische Details, mit einem genauen Gespür für Spannung und Dramaturgie. Durch den Kunstgriff, einen deutschen Kommissar ins südliche Portugal zu verpflanzen, vermag er mit jeweils landestypischen Klischees zu spielen. Herausgekommen ist dabei eine höchst lesenswerte, in sich schlüssige Geschichte.“